# Cuatro Puertas
Cuatro Puertas o también conocida como Montaña Bermeja es un yacimiento arqueológico de la cultura prehispánica de Gran Canaria. Se encuentra situado al sur del municipio de Telde, Gran Canaria, a tan solo cuatro kilómetros del aeropuerto de Gando, junto al barrio del mismo nombre.

## Descripción
Es sin duda uno de los conjuntos arqueológicos de cuevas artificiales más labrado por los antiguos canarios (indígena cultura de los Tkanarén) más emblemáticos de Gran Canaria, por su singularidad y emplazamiento. 
El yacimiento abarca toda la montaña, aunque solo es visitable la parte alta de la misma.
Se compone de numerosas cuevas artificiales labradas con picos de piedra, encuadradas en los espacios denominados como Cueva de Cuatro Puertas, Almogarén, Los Papeles, Los Pilares, La Audiencia y La Cantera de Molinos.
Las crónicas de la conquista nunca mencionaron este emplazamiento aunque se encontraba a tan solo cuatro kilómetros de la Torre de la conquista, levantada en la arenosa bahía de Gando (esta torre es actualmente el Museo de la Aviación Militar). 
Está conformado por la cueva que da nombre al yacimiento mismo, Cuatro Puertas, que está orientada al noreste, donde los canarios indígenas excavaron cuatro puertas para dar acceso a un mismo espacio interior globular. Este espacio presenta en la zona del porche una serie de agujeros de poste que muestran que todo el recinto estuvo cerrado al exterior y por el que se accedía por una entrada vertical preparada junto a una de las columnas de una de las puertas centrales. 
En la parte superior de la montaña los canarios indígenas emplazaron un almogarén o espacio ritual, donde realizaban libaciones y ofrendas a las deidades (como Alcorac, el Sol) en un espacio acotado.
En la parte sur de la montaña los indígenas canarios abrieron varios espacios en la toba volcánica a golpe de pico de piedra, popularmente conocidas con los nombres de Cueva de los Papeles (cueva ritual en torno a la fecundidad) y Cueva de los Pilares, donde se interconectan varias cavidades, mediante la abertura de pasadizos angostos.
Por los datos arqueológicos se puede deducir que el espacio ha sufrido un notable deterioro debido a la erosión natural del viento y agua, pero también por la humana, ya que hasta recientes fechas la mayoría de las cuevas fueron utilizadas y modificadas para estabular cabras y ovejas.
Su uso no está nada definido pero por el tipo de emplazamiento y su geolocalización, así como por la monumentalidad y descripciones en las crónicas etnohistóricas de la conquista de otros emplazamientos similares, bien pudo tratarse de un lugar sagrado asociado al culto y rituales efectuados directamente por el faycán (líder religioso) y la harimaguadas (sacerdotisas vírgenes a las órdenes del faycán, hijas de los nobles).
En los años sesenta de pasado siglo XX este espacio arqueológico fue utilizado como escenario cinematográfico para el rodaje de la película Tirma, protagonizada por Silvana Pampanini para la filmación de una de las escenas se realizó un gran rebaje en el forme de toba de la cavidad de las Cuatro Puertas, generando con ello un grave deterioro del espacio arqueológico original.
En relación con la observación astronómica del solsticio de verano que se realiza cada año, hay que destacar que se trata de un hecho de reciente fabricación, ya que de forma intencionada se realizaron numerosos cambios en las paredes y suelos de la toba de la cueva de Cuatro Puertas, para poder lograr una orientación correcta para captar este acontecimiento estival.
Actualmente está abierto al público como Parque Arqueológico.

## Yacimientos relacionados
Otros Parques arqueológicos abiertos son los conjuntos arqueológicos de El Cenobio de Valerón, en Santa María de Guía, La Necrópolis de Arteara, en Fataga, La necrópolis de El Maipés de Agaete, en Agaete, La Cañada de los Gatos, en Playa de Mogán, Roque Bentayga, en Tejeda, Barranco de Guayadeque, en Agüimes-Ingenio y Museo y Parque Arqueológico Cueva Pintada, en Gáldar.

## Imágenes

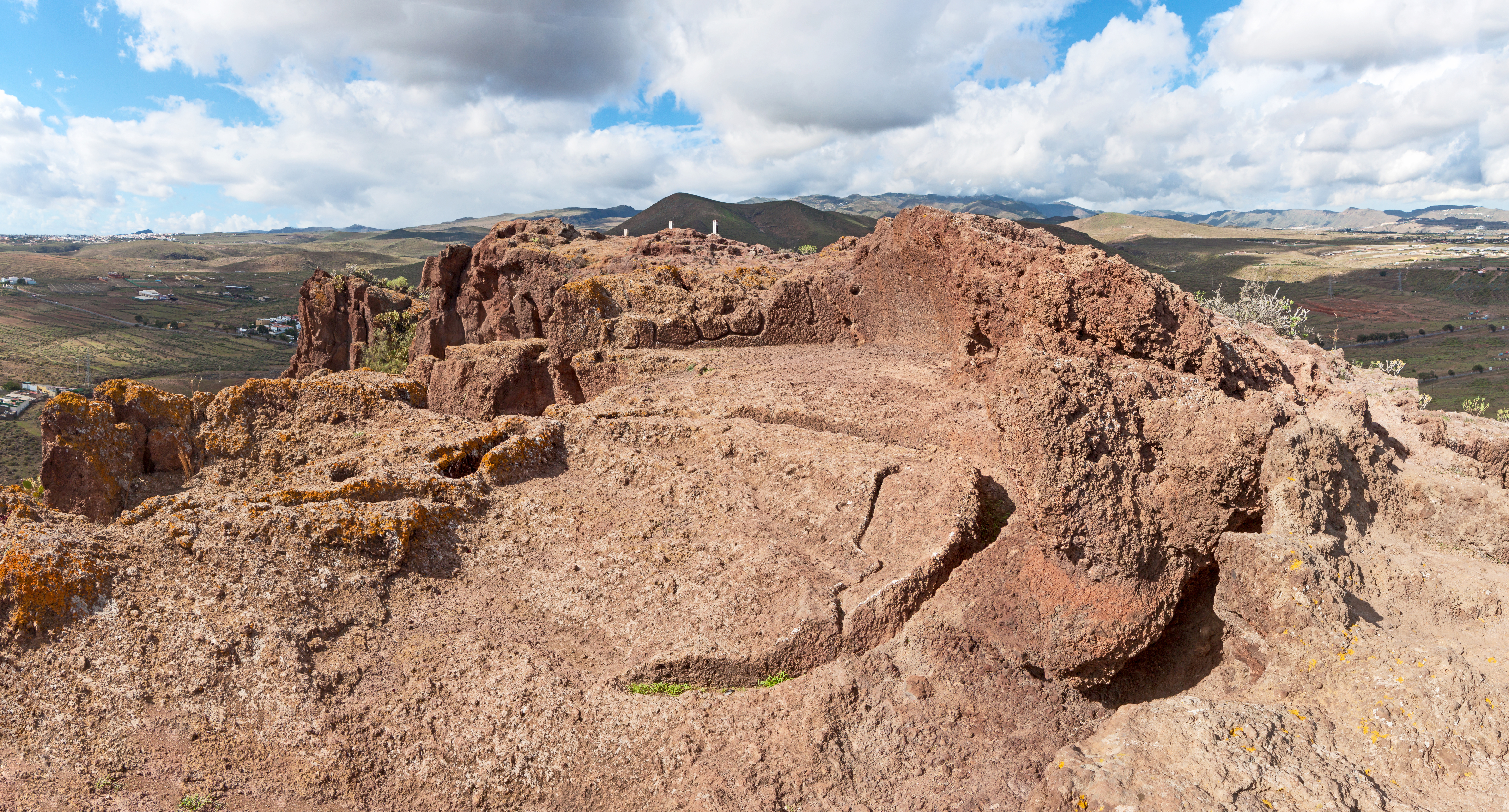
Almogarén
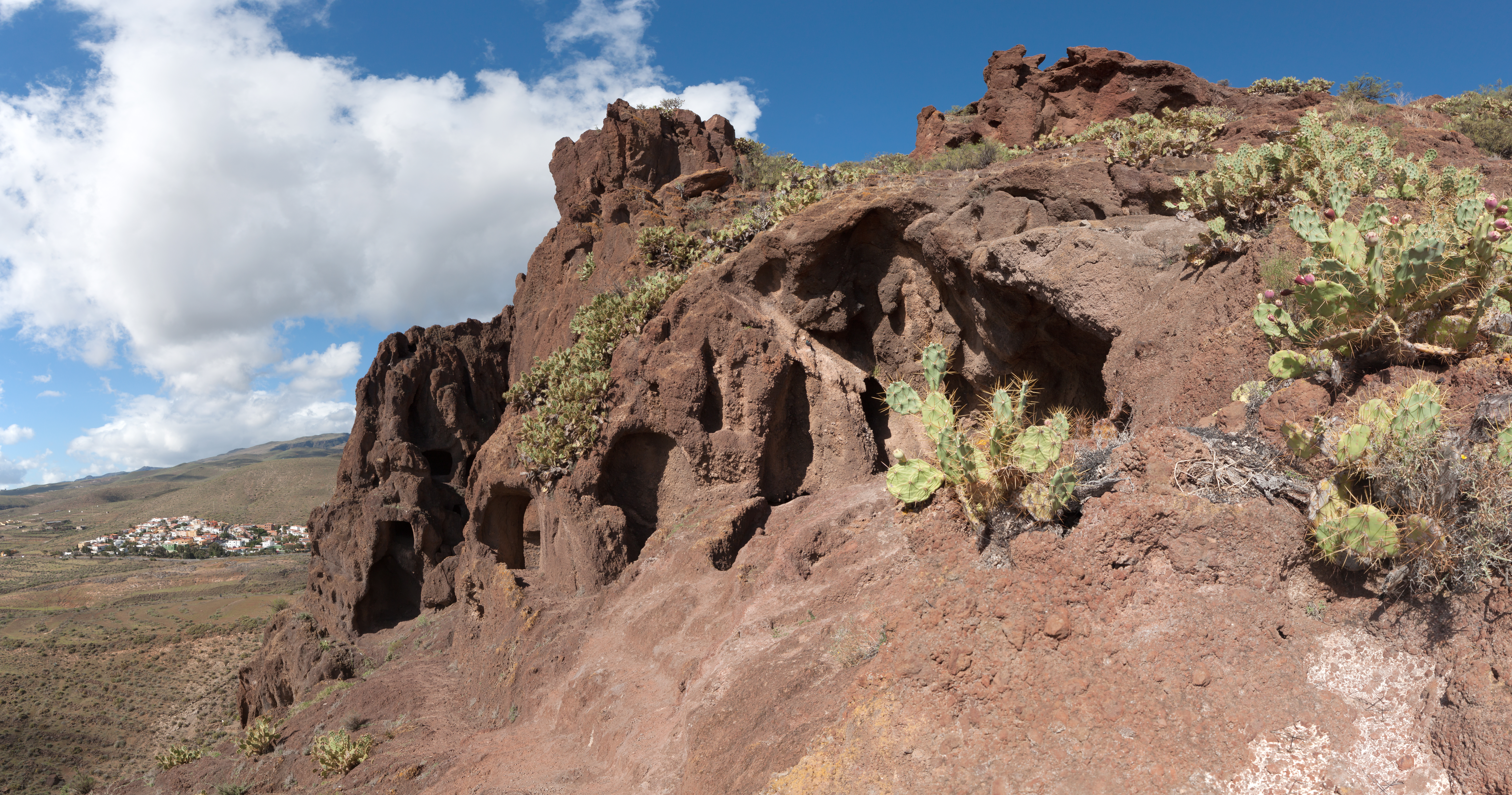
Los Pilares
Vista desde fuera
Vista desde dentro